# Promenade Gibran-Khalil-Gibran
La promenade Gibran-Khalil-Gibran, anciennement promenade des quais de Grenelle et André-Citroën, est un espace vert situé dans le 15e arrondissement de Paris, le long du Front de Seine.

## Situation et accès
La promenade est accessible par le quai de Grenelle et le quai André-Citroën, qu'elle longe, ainsi que le Front de Seine. Elle est principalement desservie, côté quai de Grenelle, par la ligne 6 (Bir-Hakeim) et côté quai André-Citroën, par la ligne C du RER (gare de Javel).
Le site est ouvert 24 heures sur 24.

## Origine du nom
La promenade a reçu son nom actuel en 2017, en hommage à Gibran Khalil Gibran (1883-1931), décrit sur le panneau comme « [p]oète, artiste-peintre et humaniste libanais ».

## Flore et aménagement

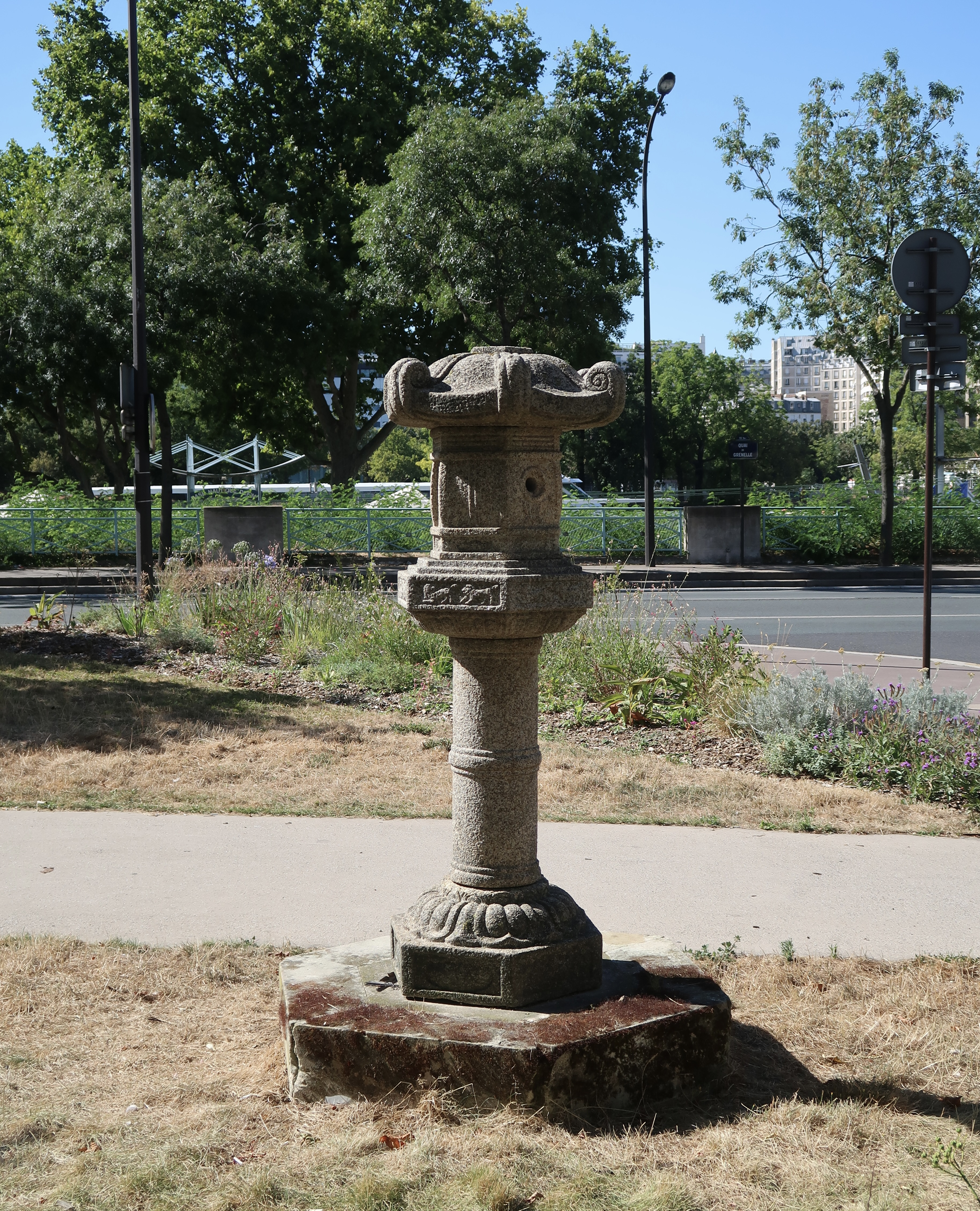
La lanterne japonaise.

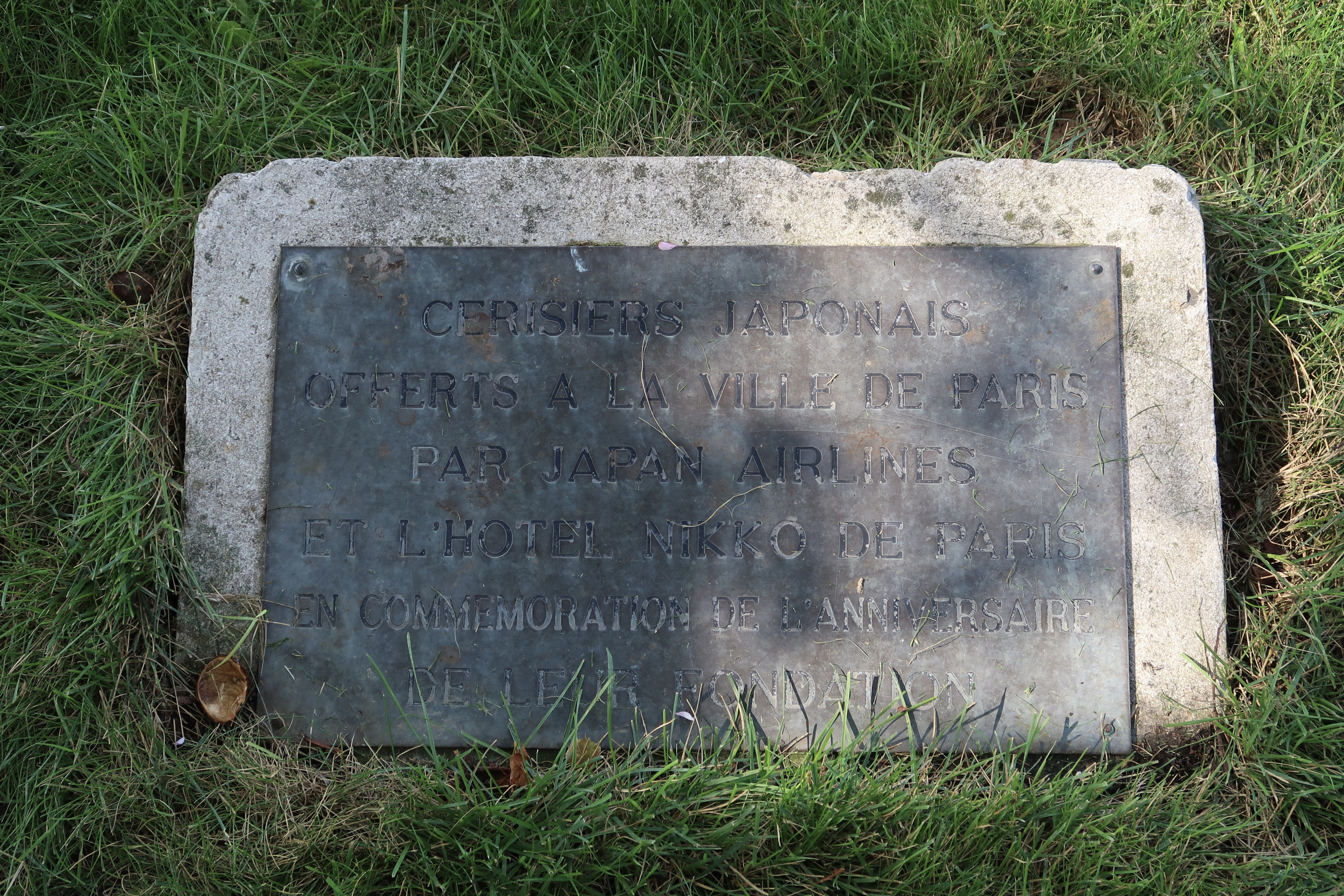
Plaque au sujet des cerisiers, remerciant l'hôtel Nikko tout proche.

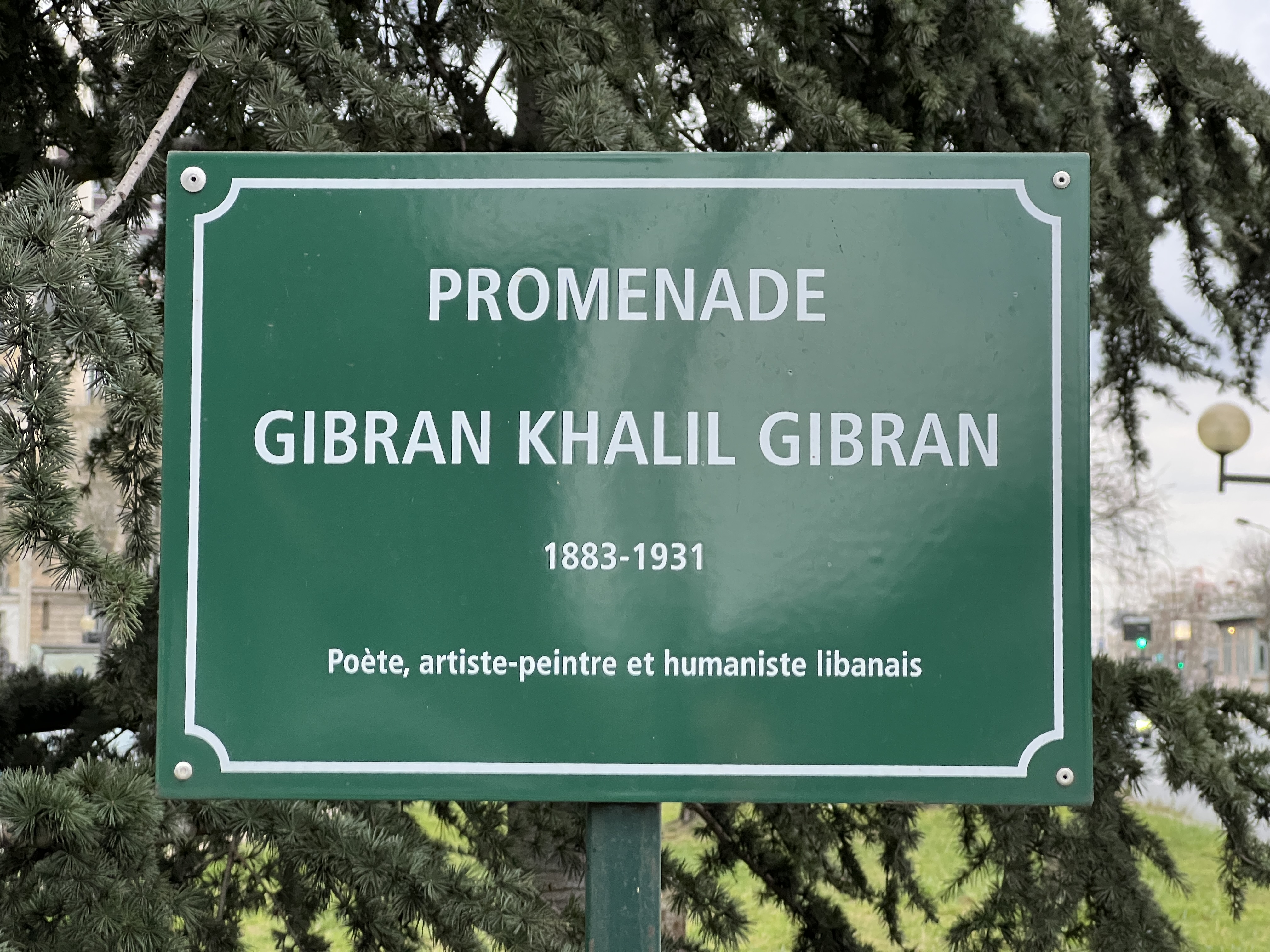
Le panneau devant le cèdre.

« Des prunus subbirthellas [sic], des rosiers et des massifs de plantes de terre de bruyère se succèdent tout au long de cette promenade ». Un cèdre a été planté côté quai André-Citroën.
Côté quai de Grenelle se trouve depuis mars 2000 une lanterne japonaise en pierre offerte par la ville de Kyoto.

### Note
1. ↑  « Le Japon, qui apprécie particulièrement ce quartier, avait déjà fait don de plusieurs cerisiers à fleurs à proximité »[1].